# PharmaSat

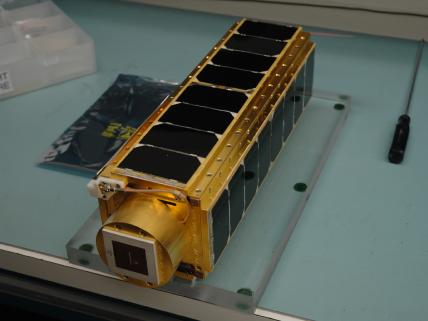
PharmaSat en cours de test

PharmaSat est un nanosatellite de 5,5 kg développé par la NASA pour effectuer des expériences biologiques en microgravité. Il est placé en orbite le 19 mai 2009 par une fusée Minotaure depuis le centre de lancement de Wallops Island,.